# Galetage

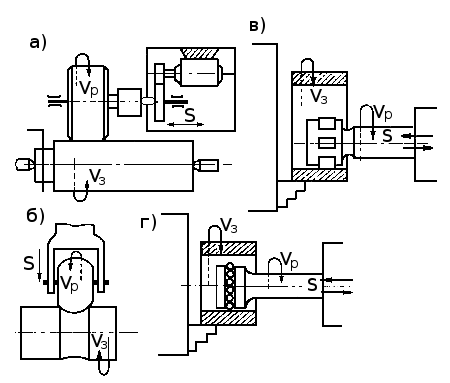
Schéma de galetage

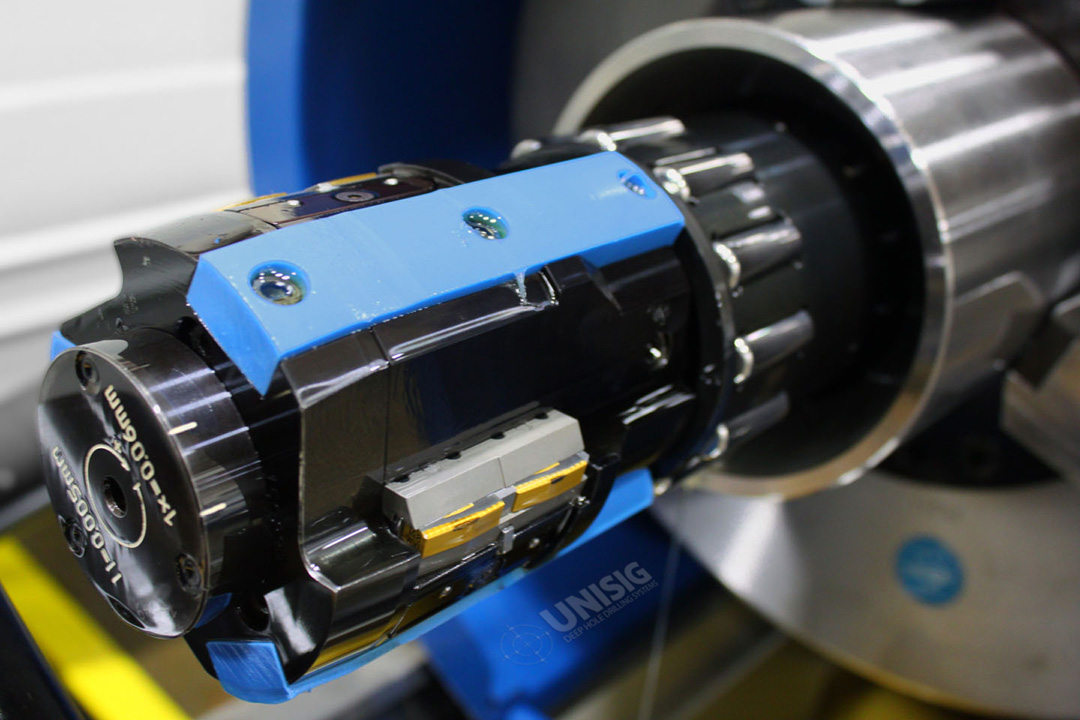
Une opération de galetage pour obtenir une finition de surface "miroir" sur un corps de vérin hydraulique.

Le galetage est un procédé industriel réalisé en finition et superfinition.
L'opération est réalisée avec un outil : le brunissoir à galets.

## Galetage de renforcement
Il est réalisé sur une pièce pour en augmenter la résistance à la fatigue, soit sur son ensemble soit sur les parties soumises à des concentrations de contraintes élevées. Cette opération favorise l’endurance de la pièce.
- Exemple d'application : le galetage d'un vilebrequin (en fin d'usinage, on réalise un galetage aux bords des tourillons et des manetons pour réduire le risque de fissuration dans ces zones particulièrement sollicitées).

## Galetage de mise en forme
Le galetage est un brunissage avec des galets pour modifier la forme initiale d’une pièce. Cette pièce est usinée en laissant une surépaisseur par rapport à la cote nominale, et le métal est repoussé en faisant rouler les galets dessus.

## Galetage de superfinition
Le niveau de superfinition est obtenu, sans modification de forme, par utilisation de galets à état de surface glacée. Application sur surface cylindrique, sphérique ou filetée pour en améliorer les flancs de vis.

## Avantages
- Augmente la résistance à la corrosion,
- augmente la dureté superficielle,
- améliore l’état de surface
- coût moins élevé que la rectification.

## Les galets
Les galets sont maintenus par une cage, ils sont coniques (ce qui permet un réglage en diamètre) et sont inclinés par rapport à l'axe de l'outil.
Le galetage peut aussi être effectué par l'intermédiaire d'un diamant synthétique qui vient en contact soit d'un alésage, soit d'une face. Dans ce cas le porte-diamant sera monté sur ressort ou sur une barre flexible. Le galetage au diamant doit être lubrifié.